# Gertrud Buder
Gertrud Buder (* 18. März 1952 in Memmingen; † 6. Dezember 2021) war eine deutsche Textilkünstlerin, Designerin und Kunsthandwerkerin.
Buder erhielt von 1972 bis 1974 eine Ausbildung als Weberin an der Webschule Sindelfingen. Sie studierte im Anschluss daran Textilgestaltung an der Staatlichen Akademie der Bildenden Künste Stuttgart bei Leo Wollner und schloss 1979 ihr Studium als Diplom-Designerin ab.
Sie erhielt 1982 den Anerkennungspreis des Landes Baden-Württemberg, 1984 den Preis der Stadt Baden-Baden, 1988 den Preis für Musik und Kunst der Stadt Böblingen, 1990 einen Preis der Handwerkskammer Ulm und 1994 den Staatspreis Gestaltung Kunst Handwerk des Landes Baden-Württemberg. Auch der Preis Wearable Art Award Nelson/New Zealand wurde ihr verliehen. Den dritten Preis beim Skulpturenweg der Landesgartenschau Böblingen erhielt sie 1996.
Von ihr stammen Jahresgaben für den Böblinger Kunstverein. 1995 nahm sie an der Aktion Bahnsteig '95" teil.
Buder kombinierte in ihren textilen Wandobjekten vielfältige Materialien, unter anderem Leinen, Hanf, Kokos, Ross- und Ziegenhaar, Seide, Wolle und Kunststoff und wendet verschiedene Techniken wie Weben, Flechten und Knüpfen an. Ihre Werke zeigen pointiert eingesetzte, zarte Farbnuancen, Material-Sprödigkeit und Transparenz bestimmen den fragilen Charakter der Objekte.
Ihre Werke sind im Rathaus von Rübgarten, im Altenheim Schönaich, im Gemeindehaus in Steinenbronn sowie im Museum für Kunst und Gewerbe in Wien zu sehen.
Sie lebte in Stuttgart.